# Янакиевский, Миле
Миле Янакиевский (Янакиеский) (макед. Миле Јанакиевски (Јанакиески); родился 18 сентября 1978 года в Прилепе, Социалистическая Республика Македония, СФРЮ) — македонский государственный деятель, министр транспорта и связи Республики Македония с 2006 года.

## Образование
Миле Янакиевский окончил Американский колледж в Салониках в 2001 году. Затем обучался в аспирантуре Университета Св. Кирилла и Мефодия в Скопье.
Владеет английским и греческим языками.

## Карьера
- С 2001 по 2004 год Янакиевский работал в Министерстве финансов, где с ноября 2001 по ноябрь 2002 года был советником, а затем шефом Кабинета министра финансов.
- С октября 2004 по август 2005 года — шеф Кабинета председателя ВМРО-ДПМНЕ.
- С 2005 по 2006 год был генеральным директором государственного предприятия «Водопровод и канализация» в Скопье.
- С августа 2006 года занимает пост министра транспорта и связи Республики Македония.

5 сентября 2009 года подал в отставку, взяв на себя ответственность за катастрофу катера с болгарскими туристами на Охридском озере, однако премьер-министр Груевский её не принял.
- Он также является членом Центрального Комитета ВМРО-ДПМНЕ с 2004 года.